# Scarlino
Scarlino és un municipi situat al territori de la província de Grosseto, a la regió de la Toscana (Itàlia).
Limita amb els municipis de Castiglione della Pescaia, Follonica, Gavorrano i Massa Marittima.
Pertanyen al municipi les frazioni de Portiglioni, Puntone di Scarlino i Scarlino Scalo.

## Galeria

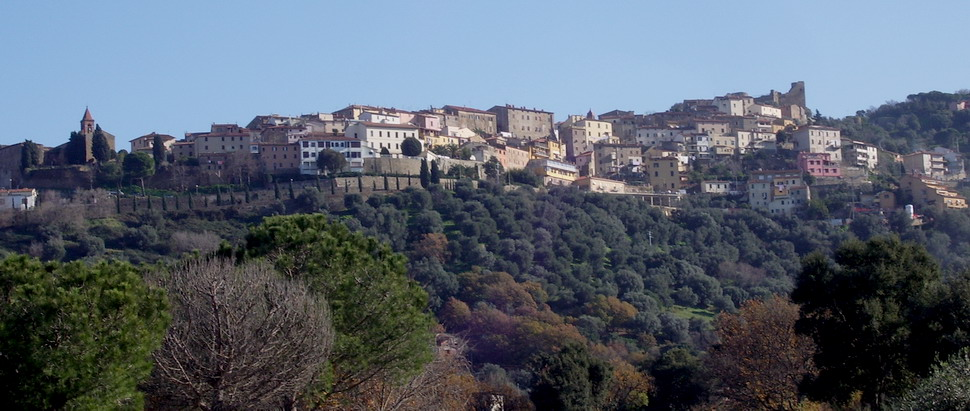
Vista del poble
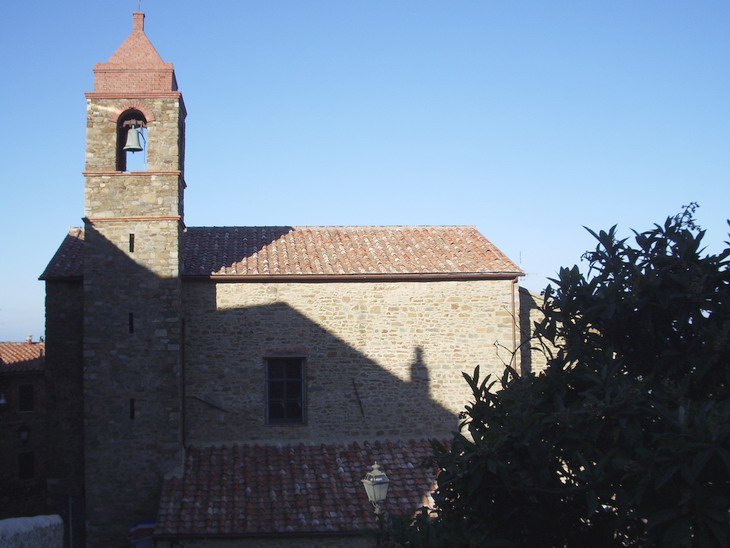
Església de S. Martí
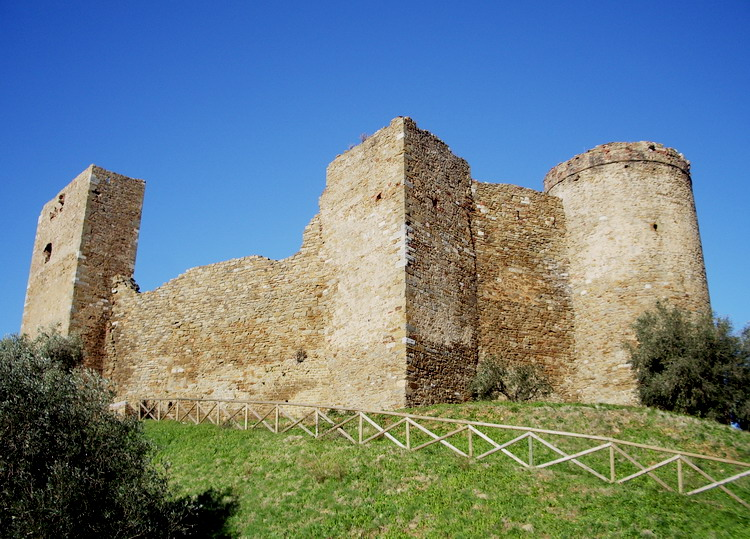
Castell de Scarlino
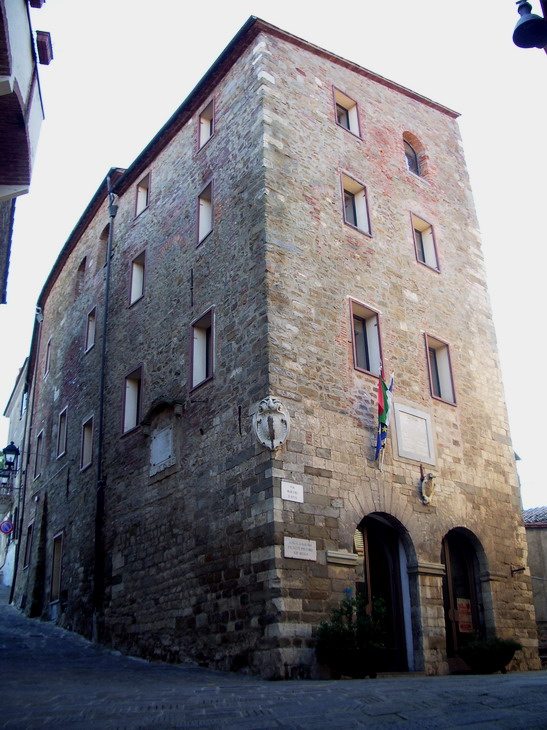
Ajuntament
Localització de Scarlino a la província de Grosseto